# ドーベルマン犬の島
ドーベルマン犬の島（ドーベルマンけんのしま、原題：To Kill a Clown）は、1972年のアメリカ合衆国のスリラー映画。アルジス・バドリスの短編小説「猛犬の支配者」を原作とする。ジョージ・ブルームフィールド監督。出演はアラン・アルダ、ブライス・ダナー、ヒース・ランバーツ、エリック・クレイヴァリングなど。
アメリカでは1972年8月23日に20世紀フォックス配給で劇場公開された。日本では劇場未公開・ソフト未発売であり、東京12ch（現：テレビ東京）で放送された。本作はブライス・ダナーの長編劇映画デビュー作となる。

## あらすじ
画家でヒッピーのティモシー・フライシャーとその妻リリーの二人が海のほとりにある小屋を借りる。隣には大家のイヴリン・リッチーが住んでおり、彼はベトナム帰還兵で膝より下が不自由な男であった。彼は二人を夕食に招待する。ティモシーは酒に酔った勢いでピエロの真似をし始め、それを見たイヴリンは明日の夜明けにある「心理実験」のために会おうと提案。ティモシーは了承してしまう。

## キャスト
※括弧内は日本語吹替（初回放送1980年3月25日 東京12ch『火曜ロードショー』）
- ティモシー・フライシャー：ヒース・ランバーツ（安西正弘）
- リリー・フライシャー：ブライス・ダナー（岡本茉莉）
- イヴリン・リッチー大佐：アラン・アルダ（西沢利明）
- スタンリー：エリック・クレイヴァリング

## 製作
ワーキングタイトルは「Choke Cherry Bay」。ロケーションはバハマにて行われた。
映画のオープニングとエンディングそれぞれにパロマー・ピクチャーズの著作権表記があるが、実際に著作権が登録されたのは1997年のことであった。